# Сан-Себастьян (аэропорт)
Аэропорт Сан-Себастьян (IATA: EAS, ICAO: LESO) — аэропорт, обслуживающий Сан-Себастьян в Стране Басков, Испания. Несмотря на свое название, аэропорт расположен в муниципалитете Хондаррибия, с взлетно-посадочной полосой, протянувшейся как коса земли вдоль реки Бидасоа прямо на испано-французской границе.
Аэропорт обслуживает внутренние рейсы, в основном в Мадрид. Разрабатывается схема удлинения взлетно-посадочной полосы в целях выполнения требований, установленных для обеспечения обслуживания более крупных воздушных судов. Предварительные планы все еще наталкиваются на сильную оппозицию, которая добавила к экономическим трудностям, с которыми сталкиваются перевозчики, использующие аэропорт, что делает его будущее еще более неопределенным. Расстояние до международного аэропорта Бильбао составляет 117 км, до аэропорта Биарриц-Пай-Баския —  32 км.

## Статистика
Данные из запроса в Викиданные.

## Авиакомпании и направления
| Авиакомпании | Направления |
| ------------ | ----------- |
| Air Nostrum  | Мадрид      |
| Vueling      | Барселона   |